# 帯広市立開西小学校
帯広市立開西小学校（おびひろしりつ かいせいしょうがっこう）は、北海道帯広市に所在する公立小学校。

## 児童
- 児童数 - 256人
  - 1年生 - 33人
  - 2年生 - 57人
  - 3年生 - 39人
  - 4年生 - 42人
  - 5年生 - 36人
  - 6年生 - 44人
  - 特別支援学級（内数）- 26人

2019年（令和元年）5月1日現在

## 進学先中学校
- 帯広市立緑園中学校

2016年（平成28年）5月1日現在